# Частые (Частинский район)
Часты́е — село в Пермском крае. Административный центр Частинского района и Частинского сельского поселения.

## География
Расположено на правом берегу Камы (Воткинское водохранилище) в 110 км к юго-западу от Перми (190 км по автодорогам) и в 65 км к северо-востоку от Воткинска.

## История
Известно с 1646 г. как селение осинских дворцовых крестьян в устье речки Частая. Название от Частых островов, находившихся ранее на Каме (затоплены водохранилищем).
Административный центр района с 1924 г.

## Население
| 1926 |
| ---- |
| 809  |

| 1959 | 1970  | 1979  | 1989  | 2002  | 2010  | 2021  |
| ---- | ----- | ----- | ----- | ----- | ----- | ----- |
| 2516 | ↗2941 | ↗3695 | ↗4556 | ↗5032 | ↘4859 | →4859 |

## Инфраструктура
- Частинский сыродельный завод" выпускал масло животное трех наименований, сыр колбасный копченый, сыр «Сусанинский», сыр обезжиренный, а также цельномолочную и кисломолочную продукцию. Основными поставщиками сырья являлись сельскохозяйственные предприятия района[8].
- ЗАО «Межлесхоз» выпускает столярные изделия.
- АО «Агросервис» — автотранспортные услуги, строительная и торговая деятельность.
- Газета «Частинские вести».

## Русская православная церковь
Воскресенская церковь (1840).

## Люди, связанные с селом
- Кравченко, Александра Григорьевна (урождённая Селиванова, 1890—1984) — советский партийный и государственный деятель;
- Лузин, Сергей Васильевич (род. 1978), самбист, мастер спорта международного класса.